# Fort de Giromagny
Le fort de Giromagny, appelé brièvement fort  Dorsner, du nom du général d'Empire Jean Philippe Raymond Dorsner, a été construit entre 1875 et 1879. C'est un ouvrage faisant partie des fortifications de l'Est de la France du type Séré de Rivières. Il fait partie intégrante du rideau de défense de la Haute Moselle et est situé sur les communes d'Auxelles-Bas et de Giromagny.

## Histoire
Construit entre 1875 et 1879, le fort était prévu pour loger 650 hommes environ et abritait à l'origine une cinquantaine de pièces d'artillerie. Il a été modernisé en 1888 (magasins-cavernes, renforcements des caponnières au béton), puis au cours de la Première Guerre mondiale (abri-caverne, observatoires). Le fort a été doté des deux premières tourelles Mougin (tourelle A avec affûts Saint-Chamond et tourelle B avec affûts Mougin puis Saint-Chamond en 1881).
Le 18 juin 1940, la garnison tira quelques projectiles sur les troupes allemandes avant de se rendre.
En 1941, les Allemands envoient des ouvriers du Service du travail obligatoire récupérer les pièces métalliques les plus importantes qui subsistent dans le fort, notamment les 2 tourelles (dont l'une aura servi un an plus tôt dans un film de propagande allemand) qui termineront leur carrière dans les fonderies du IIIe Reich.
En novembre 1944, après avoir délogé les Allemands, l'édifice sert de poste d'observation à un détachement du 411e RTA.
Depuis, le fort est resté à l'abandon jusqu'en 1988 où la commune de Giromagny achète le fort et ses terrains avoisinants en confiant la restauration et l'entretien à l'Association du Fort Dorsner (AFD).

## Description

### La caponnière double

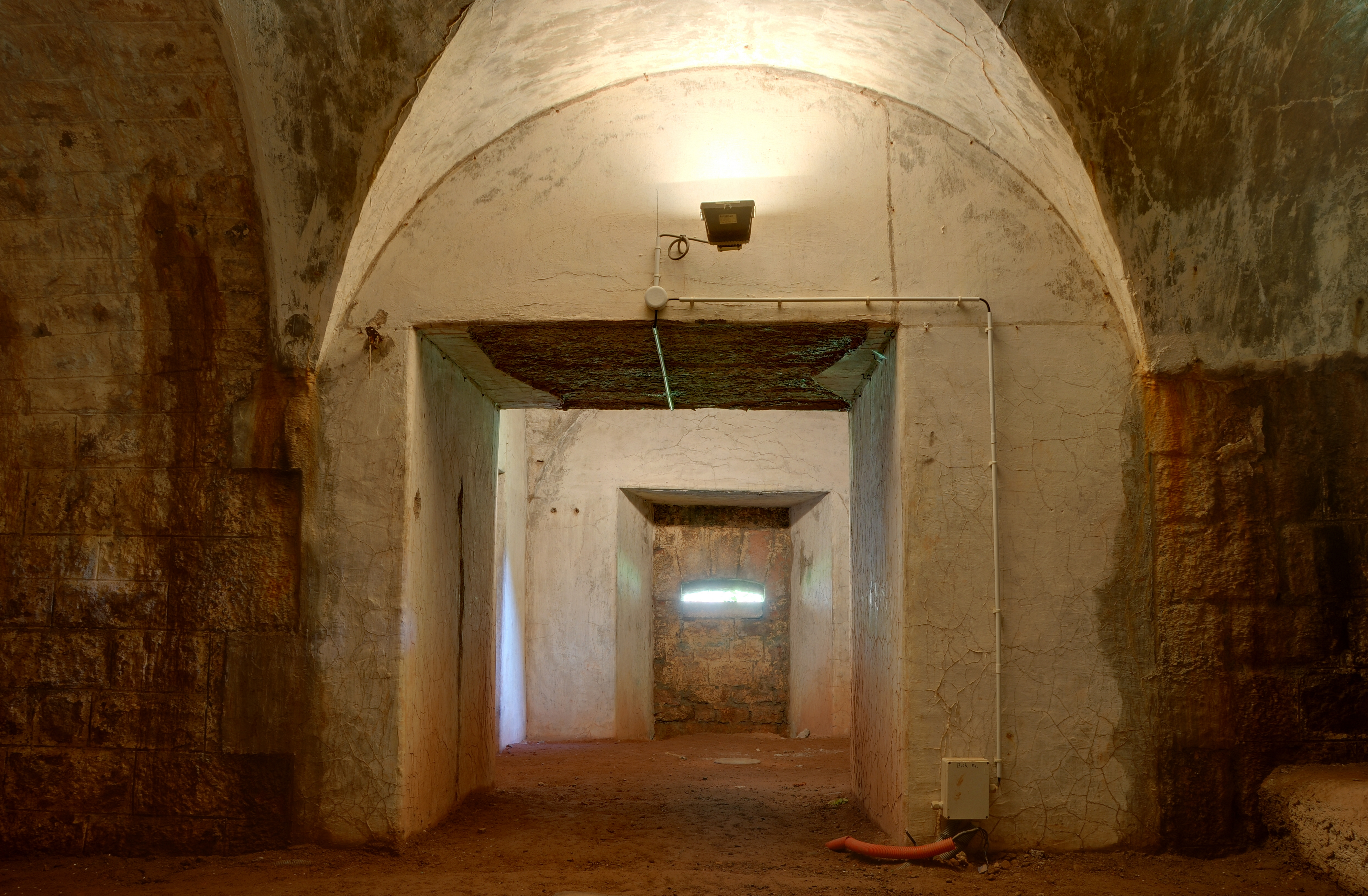
Renforcement au béton dans la caponnière double.

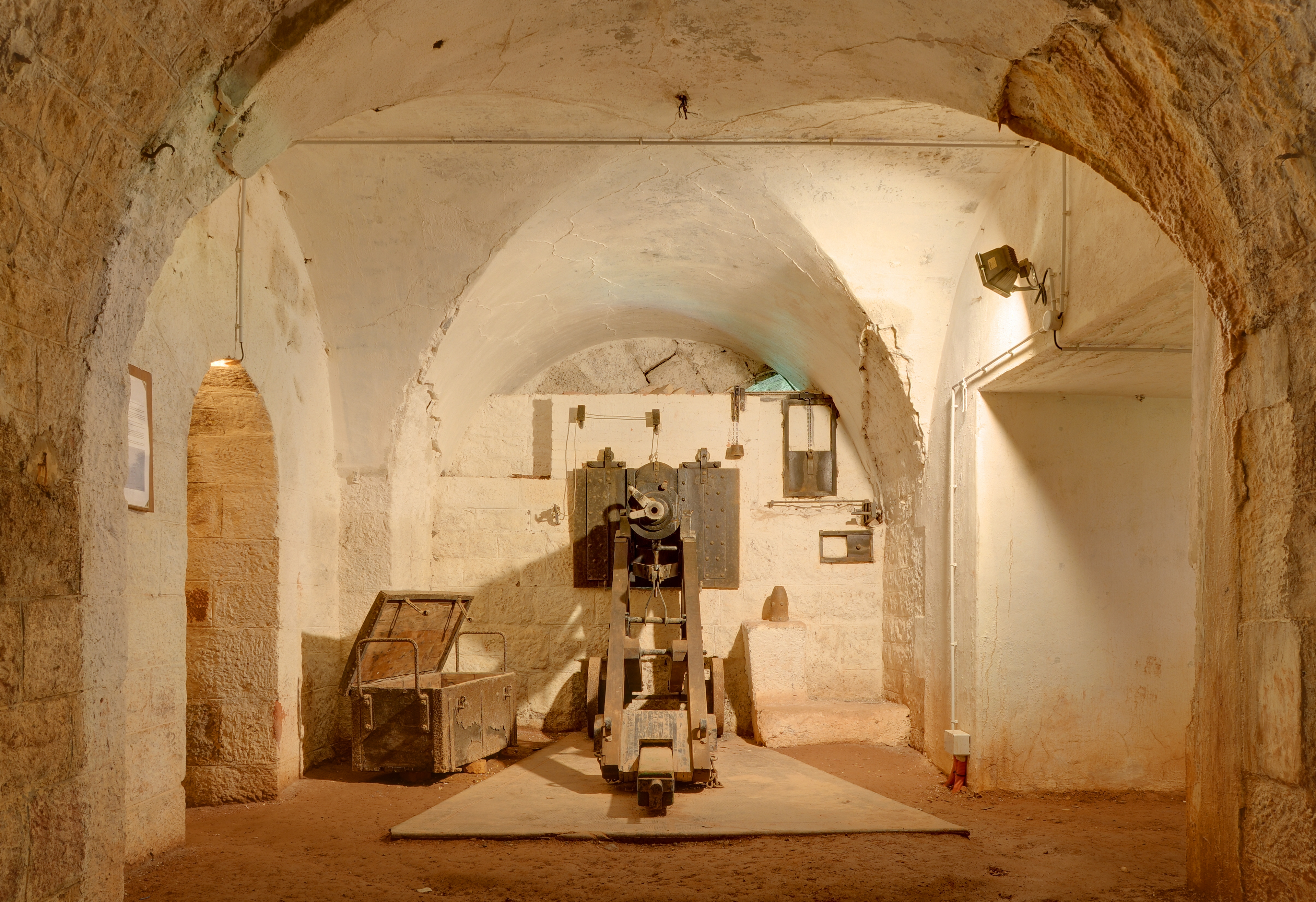
Un canon 12-culasse dans la caponnière double.

Après la crise de l'obus-torpille, il était prévu, au fort de Giromagny, notamment de remplacer les caponnières par des coffres de contrescarpe. Mais faute de crédits, les caponnières furent simplement renforcées au béton.

### Les magasins-cavernes

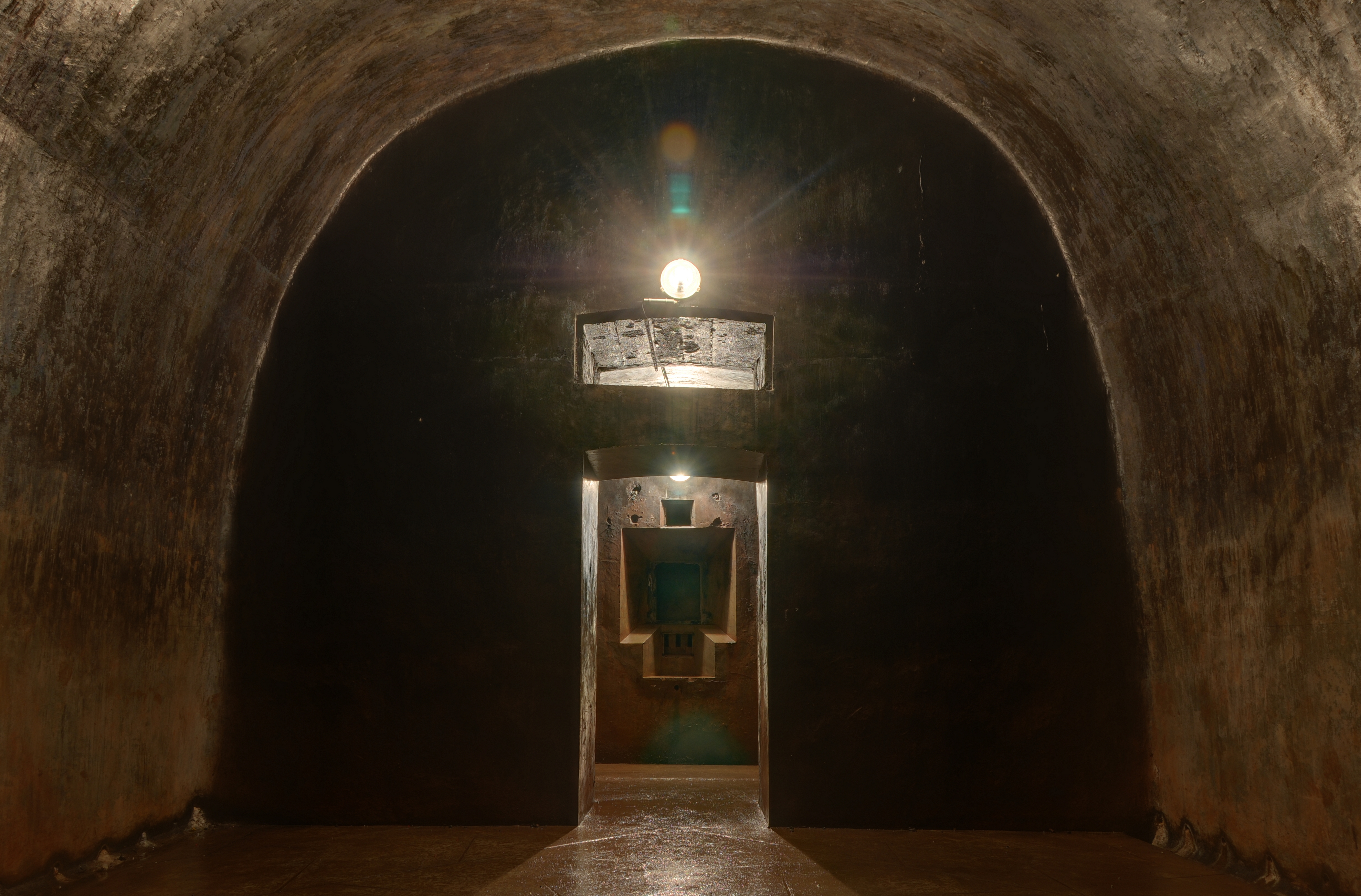
Dans le magasin-caverne Est.

Les 2 magasins-cavernes du fort ont été construits en 1888, en réponse à la crise de l'obus-torpille de 1885. Lors de leur construction, l'éclairage électrique à piles fut installé mais, trop souvent en panne, l'armée remplaça l'éclairage électrique par l'éclairage à lampe à huile.

### L'abri-caverne

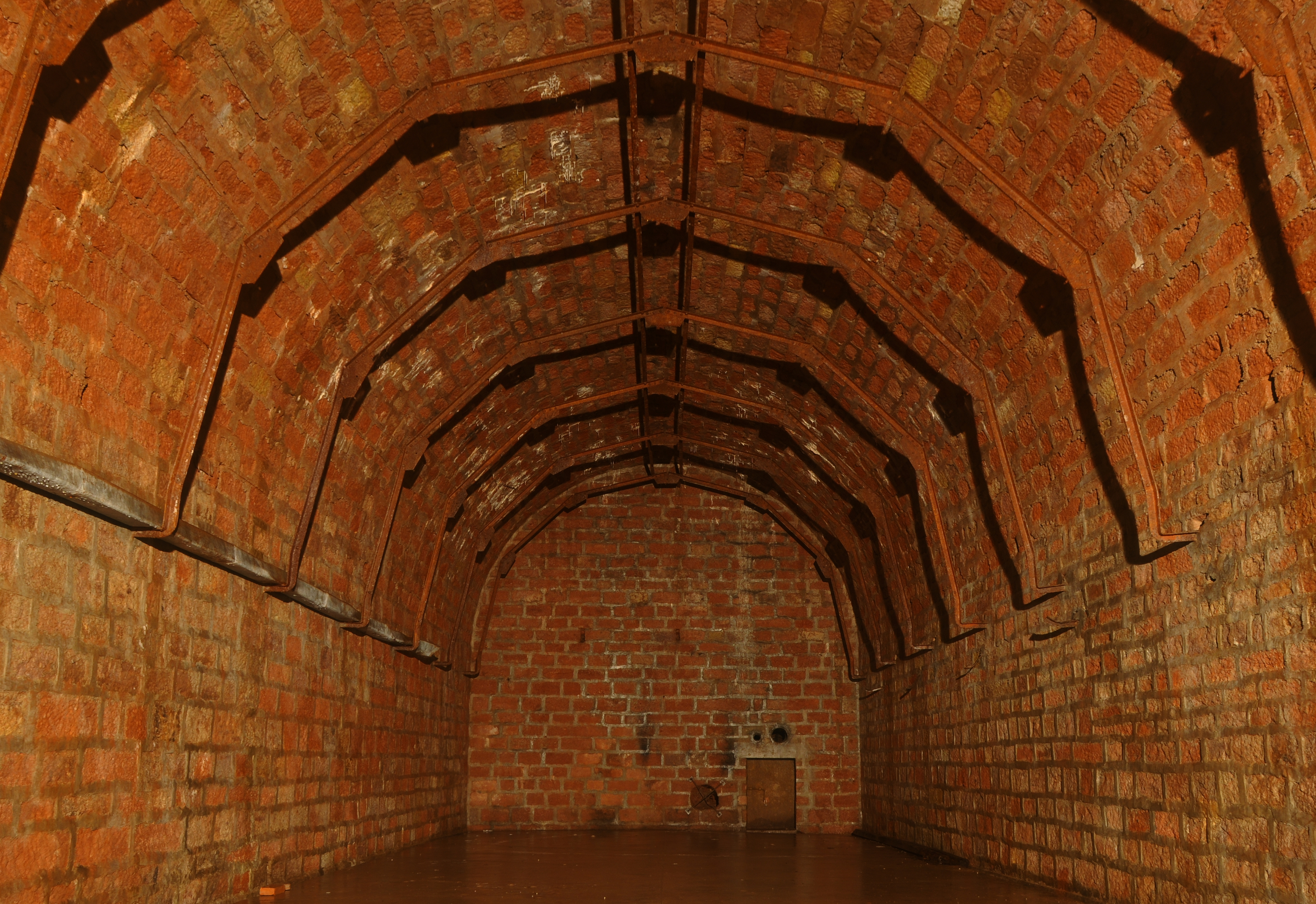
Dans l'abri-caverne.

En 1915, l'armée a construit cet abri-caverne afin de préserver la troupe d'une éventuelle destruction du fort via une attaque aérienne. La charpente métallique visible sur la photo ci-contre servait à soutenir un doublage en tôle canalisant les eaux de condensation et d'infiltration vers un petit souterrain débouchant à l'extérieur du fort.